# The Brain of Morbius
The Brain of  Morbius (El cerebro de Morbius) es el quinto serial de la 13.ª temporada de la serie británica de ciencia ficción Doctor Who, emitida originalmente en cuatro episodios semanales del 3 al 24 de enero de 1976. Como guionista está acreditado Robin Bland, que es un seudónimo conjunto del guionista Terrance Dicks y el editor de guiones entonces Robert Holmes.

## Argumento
En el planeta Karn, un alienígena parecido a un insecto es asesinado por Condo, un hombre con un gancho para una mano, que toma su cabeza para un castillo y su maestro Solon. Sin embargo, la cabeza no es adecuada: Solon necesita una cabeza de un humanoide de sangre caliente.
La TARDIS se materializa en medio de una tormenta eléctrica, y el Doctor sale corriendo, despotricando contra los Señores del Tiempo por desviarlo a este planeta. Sarah Jane encuentra la cápsula de escape del alienígena y ve un valle lleno de naves naufragados, así como el cuerpo decapitado de un extraterrestre que el Doctor identifica como un Mutt. Ella y el Doctor hacen un castillo que ve. Los viajeros son recibidos por Solon, felicitando al Doctor por su "magnífica" cabeza.
Mientras tanto, la Hermandad de Karn descubre la TARDIS y la teletransporta a su templo. Su líder anciana, Maren, lo identifica como un buque del Señor del Tiempo, y cree que el Doctor ha venido a robar su Elixir de la Vida.
El Doctor conoce a Solon como una autoridad en técnicas microquirúrgicas y trasplante de tejidos. El Doctor reconoce un busto de arcilla como el de Morbius, uno de los mayores criminales de Time Lords. Antes de que pueda decir algo más, una droga entra en vigencia y el Doctor se desmaya. Sarah Jane finge que ha sucumbido. En el laboratorio, el examen de Solon del Doctor confirma que es un Señor del Tiempo. Cuando él y Condo salen de la habitación, el Doctor desaparece. Sarah Jane se mantiene escondida y entra al laboratorio. Ella retira la cortina de la cama, pensando que es el Doctor, pero a medida que se encienden las luces, ve una criatura sin cabeza, hecha de diversas partes del cuerpo.
El Doctor recupera la conciencia de encontrarse rodeado de miembros de la Hermandad. El Doctor se da cuenta de que justo antes de desmayarse, sintió la mente de Morbius. Maren se niega a creerle.
Sarah Jane sigue a Solon y Condo mientras se dirigen hacia el templo. Interrumpen la ceremonia, Solon les pide que ahorren al Doctor, o al menos le dan la cabeza al Doctor. Una Sarah Jane disfrazada libera al Doctor, pero está cegada por la energía del anillo de Maren, y el Doctor le asegura que se recuperará. A pesar de que Sarah Jane le contó sobre el cuerpo decapitado, regresan al castillo. El Doctor le pide a Solon que examine los ojos de Sarah. Solon le dice que las retinas de Sarah han sido destruidas casi por completo, pero hay una posibilidad: el elixir de la vida. El Doctor va a la Hermandad.
En otra parte, Sarah Jane oye una voz llamando a Solon. Siguiendo el sonido, ingresa a un laboratorio oculto y tropieza ciegamente con un cerebro brillante en un tanque, lo que la acusa de haber sido enviada por la Hermandad para destruirlo. Solon entra y la arrastra lejos. Cuando cierra la puerta, oye que Solon dirige la voz como "Morbius" y oye cómo Solon ha enviado al Doctor a una trampa. Ella encierra a Solon en el laboratorio y, aún ciega, sale del castillo.
El Doctor es capturado por la Hermandad. Cuando explica por qué regresó, Maren le dice que el efecto del rayo no es permanente, y Solon lo sabe. El Doctor cree que algo malo relacionado con Morbius está sucediendo. Maren afirma que vio a Morbius disperso. El Doctor pregunta si Solon estaba presente. Morbius había liderado un ejército de mercenarios, prometiéndoles el Elixir y la inmortalidad y revelando su existencia al cosmos.
Sarah es capturada y llevada al castillo. Aprendiendo que el Doctor es un Señor del Tiempo, Morbius teme que los Señores del Tiempo lo hayan rastreado y regresen con fuerza. Morbius insiste en que sea transferido al cuerpo de retazos ahora, con una carcasa cerebral artificial construida por Solon. Solon protesta, ya que puede haber fuertes dolores y ataques, pero Morbius insiste. De vuelta en el castillo, Solon se prepara para operar, pero Condo se enfurece cuando reconoce su brazo perdido unido al cuerpo de retazos. Ataca a Solon antes de recibir un disparo en el estómago, y su lucha derriba el cerebro de Morbius. Sin saber qué daño se ha hecho, Solon coloca el cerebro caído en la carcasa, liberando a Sarah para que pueda ayudar en la operación. Él la amenaza con hacerlo, diciendo que si Morbius muere, ella también.
El condominio herido se arrastra por el pasillo como fuera, las Hermanas llevan el cuerpo aparentemente muerto del Doctor a través de la tormenta eléctrica. Mientras tanto, la operación ha terminado, en cuestión de minutos Morbius volverá a vivir. Solon va a responder al timbre de la puerta y ve a las Hermanas dejando el cuerpo del Doctor en el salón. En el laboratorio, la vista de Sarah comienza a despejarse, pero el monstruoso cuerpo de Morbius se baja de la mesa de operaciones y se dirige hacia ella.
Sarah grita cuando ve a la criatura Morbius, y se aparta del camino. Ella le advierte a Solon que la criatura está suelta y él corre nuevamente al laboratorio. Sarah se da cuenta del cuerpo del Doctor, pero cuando se acerca, el Doctor se despierta y le sonríe. Él está aquí para detener a Solon, pero Sarah le dice que es demasiado tarde. Pero se revela que Morbius no está en su sano juicio cuando golpea a Solon y luego al Doctor. Morbius persigue a Sarah, pero Condo interviene, derribando a Sarah por las escaleras hacia el sótano mientras él forcejea con Morbius. Sin embargo, Morbius es demasiado fuerte y mata a Condo en su lugar. Morbius sale del castillo cuando el Doctor recupera la conciencia. Él lleva a Sarah al laboratorio secreto para que se recupere.
Solon también se ha despertado y arma una pistola tranquilizadora. Él le dice al Doctor que la operación no fue completa, solo que las funciones motoras están funcionando, el resto en un nivel instintivo. Conociendo el odio de Morbius, buscará a la Hermandad. Efectivamente, Morbius encuentra a una de las hermanas en algunas ruinas cercanas y la mata. El Doctor y Solon encuentran el cuerpo y buscan en las ruinas. Morbius ataca al Doctor, pero es noqueado por el tranquilizante de Solon. Mientras llevan a la criatura de regreso al castillo, el Doctor le dice a Solon que el cerebro de Morbius será separado y devuelto a los Señores del Tiempo.
El cuerpo de la hermana muerta es devuelto a Maren. Ohica informa que los testigos vieron una criatura y luego el Doctor y Solon cazando. Maren se da cuenta de que Solon ha tenido éxito en sus experimentos y resucitó a su antiguo enemigo. Pero Maren es demasiado vieja y débil para abandonar el santuario, y le da permiso a Ohica para llevar a las Hermanas al castillo.
El Doctor le da a Solon cinco minutos para desconectar el cerebro a medida que avanza y verifica a Sarah. Sin embargo, Solon los bloquea en el laboratorio secreto y comienza a reparar a Morbius. Usando materiales del laboratorio secreto, el Doctor hace gas cianógeno, que luego canaliza a través de un respiradero que conduce a la sala de operaciones de arriba. Aunque Solon muere por exposición al gas al terminar la operación, los pulmones de Morbius filtran el veneno mientras enfrenta a Sarah y al Doctor; afirma que cuando el conocimiento de su resurrección se extienda, sus seguidores crecerán en millones. El Doctor y Sarah se burlan de Morbius en un intento de sobrecalentar su cerebro, y el Doctor lo desafía a un concurso de control mental.
Se agarran del aparato apropiado en el laboratorio y comienzan. La pantalla de la máquina comienza a mostrar la cabeza del cerebro de Morbius, luego su rostro anterior, luego el Doctor y luego la encarnación previa del Doctor. Después de pasar por las encarnaciones previas del Doctor, se muestran una serie de otras ocho caras antes de que el caso cerebral de Morbius se ponga corto. El Doctor se derrumba, mientras Morbius se queda aturdido. La hermandad llega y persigue a Morbius por un acantilado, y Ohica encuentra a Sarah llorando por el Doctor.
Tras llevar al Doctor de regreso al santuario, Maren dice que solo el Elixir de la Vida puede salvarlo, pero no queda ninguno. Sin embargo, la Llama revivida ha reunido suficiente Elixir. Hay suficiente para el Doctor, pero no para Maren, quien acepta que el Doctor tenía razón: debería haber un final. El Elixir se le da al Doctor, quien revive casi de inmediato. Maren entra en la Llama de la Vida, se vuelve más joven y luego desaparece.
Ohica comienza a agradecer al Doctor, pero él la detiene, diciendo que Sarah y él tienen otro compromiso. Antes de irse, le da un par de objetos curiosos en caso de que necesiten volver a encender la Llama. Cuando Ohica pregunta qué son, el Doctor responde: "Un poderoso átomo y un rayo de tormenta". Él explica que la escritura en los tubos de cartón dice: "Enciende el papel táctil azul y mantente despejado". Esta vez, la TARDIS desaparece en una nube de luz y humo.

### Continuidad
Una vez más, el Doctor dice que tiene 749 años, y dice que nació apenas a unos "billones de millas" de Karn.
Las caras que aparecen en la máquina de test mental, además de las anteriores encarnaciones del Doctor (William Hartnell, Patrick Troughton y Jon Pertwee), son las de varios miembros del equipo de producción. Tras una queja y como compensación, la BBC pagó una suma de dinero a la unión de actores Equity. Las caras son las de George Gallacio (Mánager de la unidad de producción), Robert Holmes (editor de guiones), Graeme Harper (asistente de producción), Douglas Camfield (director), Philip Hinchcliffe (productor), Christopher Baker (asistente de producción), Robert Banks Stewart (guionista), y Christopher Barry (director). En la historia de la 14.ª temporada The Deadly Assassin se introdujo el concepto de que los Señores del Tiempo se regeneran hasta doce veces. Ha habido muchas explicaciones para intentar aplicar esta característica retroactivamente a este episodio, incluyendo la posibilidad de que las caras fueran de encarnaciones previas de Morbius, versiones más jóvenes del Primer Doctor, o encarnaciones potenciales futuras. Finalmente, en The Timeless Children se confirmó que eran encarnaciones anteriores a William Hartnell.
En el "minisodio" de 2013 La noche del Doctor, en medio de la Guerra del Tiempo, el Octavo Doctor se estrelló en Karn y murió en el accidente. La Hermandad le resucitaron y le ayudaron a controlar artificialmente su regeneración para que se convirtiera en el Doctor Guerrero.

## Producción
| Episodio          | Fecha de emisión    | Duración | Espectadores en millones | Estado en el archivo  |
| ----------------- | ------------------- | -------- | ------------------------ | --------------------- |
| Episodio 1        | 3 de enero de 1976  | 25:25    | 9,5                      | Cinta original en PAL |
| Episodio 2        | 10 de enero de 1976 | 24:46    | 9,3                      | Cinta original en PAL |
| Episodio 3        | 17 de enero de 1976 | 25:07    | 10,1                     | Cinta original en PAL |
| Episodio 4        | 24 de enero de 1976 | 24:18    | 10,2                     | Cinta original en PAL |
| [ 6 ] [ 7 ] [ 8 ] |                     |          |                          |                       |

El guion original era obra de Terrance Dicks, que usó algunas ideas del libreto de su obra teatral Doctor Who and the Daleks in the Seven Keys to Doomsday. Sin embargo, tras la entrega tuvo que salir del país, y las limitaciones de producción requirieron cambios sustanciales en la historia. El editor de guiones Robert Holmes hizo los cambios sin informar a Dicks, con quien no pudieron contactar. A su regreso al Reino Unido, Dicks supo de los cambios y no le gustaron. De esta forma, pidió que no apareciera su nombre en los créditos, sino un "sencillo pseudónimo". Este pseudónimo fue "Robin Bland". El guion tiene muchas referencias a la novela de Mary Shelley Frankenstein, particularmente a la película de Universal Studios de James Whale.

## Publicaciones comerciales
The Brain of Morbius se publicó en VHS en una edición muy recortada de 58 minutos en formato ómnibus en 1984. En formato episódico se publicaría en 1990. La versión recortada también se publicó en Betamax, Video 2000 y Laserdisc. En DVD en forma completa, se publicó el 21 de julio de 2008.